# Diadelia marmorata
Diadelia marmorata là một loài bọ cánh cứng trong họ Cerambycidae.